# Jacobus Finno
Jacobus Finno, auch Jacobus Petri Finlandensis, Jaakko Finno, finnisch Jaakko Suomalainen (* um 1540; † 1588 in Turku) war ein finnischer evangelisch-lutherischer Geistlicher und Rektor der Domschule in Turku. Er galt als ein moderater Reformer und schuf das erste Gesangbuch, den ersten Katechismus und das erste Gebetbuch in finnischer Sprache.

## Leben
Über Jacobus Finnos Jugend ist wenig bekannt. Er besuchte vermutlich die Domschule in Turku. Ab Januar 1563 studierte er an der Universität Wittenberg und ab Januar 1567 an der Universität Rostock.

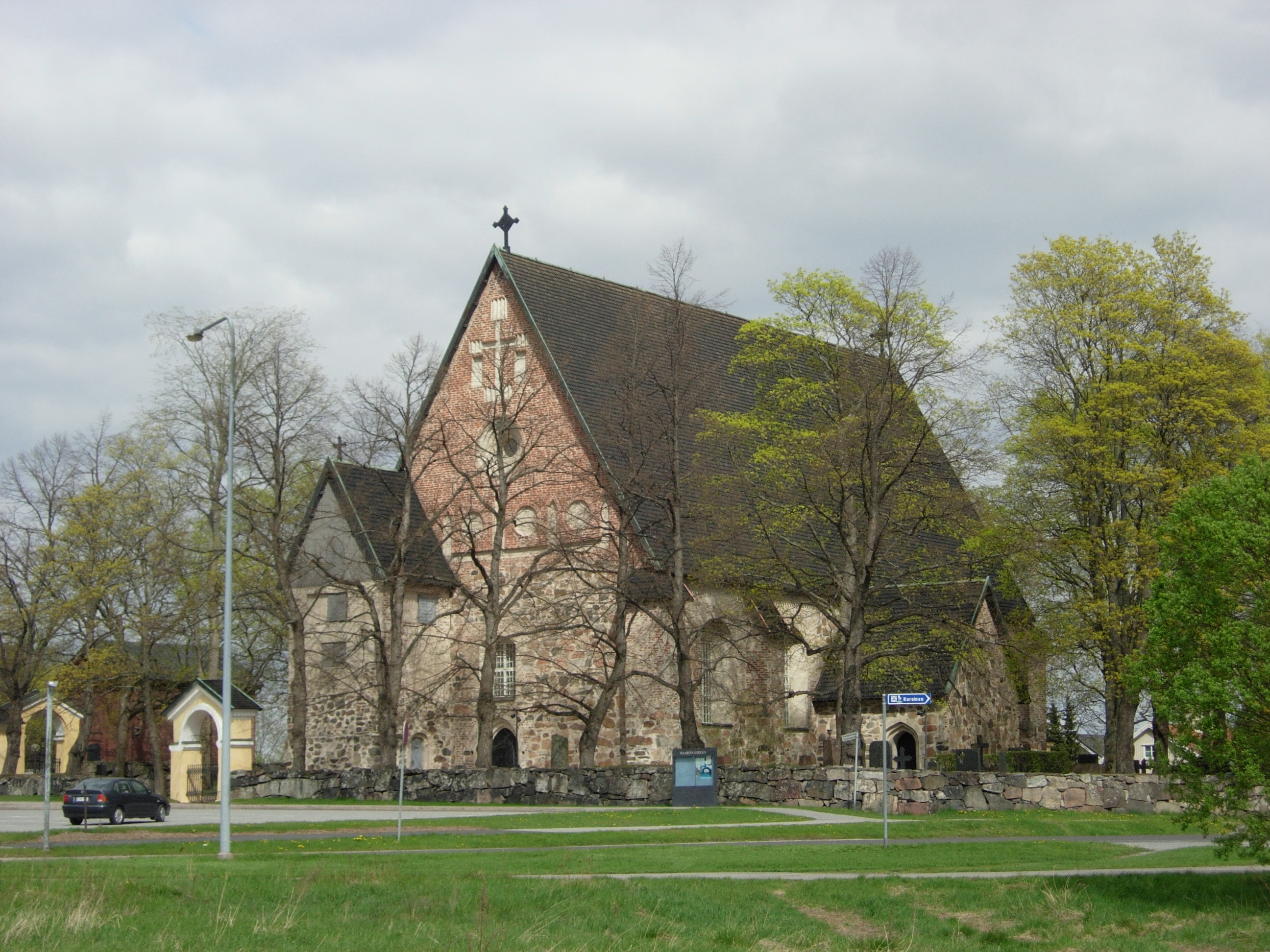
Kirche von Maaria

Nach Abschluss seiner Studien und seiner Heimkehr nach Finnland wurde er 1568 zum Direktor der Domschule in Turku ernannt. Ab 1578 war er Lektor des Domkapitels am Dom von Turku und Pfarrer von Maaria. Im Auftrag von König Johann III. stellte er den ersten Katechismus und das erste Gesang- und Gebetbuch in finnischer Sprache zusammen.
Als Theodoricus Petri Ruutha 1582 die Sammlung von Kirchen- und Schulliedern Piae Cantiones veröffentlichte, hatte Jacobus Finno diese zuvor durchgesehen und zum Teil im Sinne der Reformation korrigiert. Dabei ging er vor allem bei den marianischen Gesängen zum Teil recht schematisch vor.
1583 veröffentlichte er das erste Gesangbuch auf Finnisch unter dem Titel Yxi Wäha Wirsikir. Das Buch enthält 101 Lieder, von denen die meisten aus dem Lateinischen, Schwedischen und Deutschen übersetzt wurden. Enthalten sind auch einige Lieder von Mikael Agricola und wahrscheinlich sieben von Jacobus Finnos eigenen Liedern.
Ebenfalls 1583 veröffentlichte er auch ein Gebetbuch Yxi dhha Ruous Kiria. Es ist in fünf Teile gegliedert; als Quellen verwendete Finno hauptsächlich schwedischsprachige Gebetbücher, aber auch Agricolas Werke und deutschsprachige Gebetbücher. Auch hier nahm er Veränderungen im Sinne der lutherischen Theologie vor. Jacobus Finnos Gebetbuch blieb bis zum Ende des 17. Jahrhunderts sehr populär, und seine Gebete wurden bis ins späte 19. Jahrhundert verwendet.
Sein drittes 1583 veröffentlichtes Werk war sein finnischer Katechismus, dessen genauer Titel für die Erstausgabe unbekannt ist. Die zweite Ausgabe erschien 1615 unter dem Titel Catechismus Eli Sen Christilinens Doctrine Cap Capals. Der Katechismus war das originellste schriftliche Werk von Jacobus Finno. Spätere Katechismen verdrängten ihn im 17. Jahrhundert.
Da sein Auftrag ausgeführt war, kehrte Jacobus Finno im selben Jahr als Rektor der Domschule von Turku zurück.
Er war verheiratet mit Margaret Henrikintytyy und hatte mindestens zwei Kinder: Agnes und Henricus. Jacobus Finno starb im Herbst 1588 an der Pest im Alter von etwa 48 Jahren.

## Werke
- (beteiligt an) Piae Cantiones (1582)
- Catechismus Eli Sen Christilisen opin pää cappalet. 1583
- Yxi wähä Rucous Kiria. 1583
- Yxi Wähä Suomenkielinen Wirsikiria. 1583